# Небодер (филм из 2018)
Небодер (енгл. Skyscraper) амерички је акциони трилер филм из 2018. године у режији и по сценарију Росона Маршала Тербера, док су продуценти филма Биу Флајн, Двејн Џонсон, Хајрам Гарсија и Росон Маршал Тербер. Музику је компоновао Стив Јаблонски.
Насловну улогу тумачи Двејн Џонсон као бивши маринац Вилијам Сојер, док су у осталим улогама Нев Кембел, Чин Хан, Роланд Мелер, Ноа Тејлор, Бајрон Мен, Пабло Шрајбер и Хана Квинливан. Светска премијера филма је била одржана 13. јула 2018. године у Сједињеним Америчким Државама.
Буџет филма је износио 129 000 000 долара, а зарада од филма је 304 900 000 долара.

## Радња
Бивши ФБИ агент задужен за талачке кризе и ратни ветеран, Вилијам Сојер (Двејн Џонсон), сада ради као обезбеђење високих зграда. На свом задатку у Кини откриће да највиша и најбезбеднија зграда на свету завршава у пламену. Док човек за којим се трага бежи, Сојер ће морати да пронађе одговорне за пожар и спаси своју породицу, заробљену у небодеру.

## Улоге
| Глумац         | Улога         |
| -------------- | ------------- |
| Двејн Џонсон   | Вилијам Сојер |
| Нев Кембел     | Сара Сојер    |
| Чин Хан        | Жао Лонг Џи   |
| Роланд Мелер   | Корес Бота    |
| Ноа Тејлор     | Пирс          |
| Бајрон Мен     | Ву            |
| Пабло Шрајбер  | Бен Џилеспи   |
| Хана Квинливан | Сја           |